# アルフゲルークトとトゥベリーのアーンジヒトおばさん
アルフゲルークトとトゥベリーのアーンジヒトおばさんとは18世紀オランダのアブラハム･パリンヒにより記された妖術、宗教裁判などに関して記した書物。

## 概要
1725年アムステルダムでアンドリーズ・ファン・ダムより刊行。悪魔つき、魔女、宗教裁判の進行など「悪魔学」を解説している。本書の特徴として銅版画の図が多く用いられており、これらの図、特に宗教裁判における拷問の様子などを記したものは現在でも、これら悪魔学や宗教裁判を解説する本などで頻繁に引用される。